# Joan III de Bretanya
Joan III de Bretanya o Joan III el Bo (nascut el 8 de març de 1286 a Châteauceaux, actual Champtoceaux i mort el 30 d'abril de 1341 a Caen), fou duc de Bretanya (1312- 1341), i comte de Richemont (1334- 1341).

## Família
Fill d'Artur II de Bretanya i de Maria de Llemotges, vescomtessa de Llemotges (la seva primera esposa). El duc Joan III va tenir tres esposes, però no va tenir cap fill dels seus tres matrimonis.
- En 1297 es va casar amb Isabel de Valois (1292 † 1309), filla de Carles de Valois i de Margarida d'Anjou.
- Vidu, es va casar en segones noces el 1310, a Burgos, amb Isabel de Castella i de Molina (1283 † 1328), filla de Sanç IV de Castella, rei de Castella i de Lleó i de Maria de Molina.
- Finalment, es va casar de nou el 1329 amb Joana de Savoia (1310 †1344), filla d'Eduard el Liberal, comte de Savoia i de Blanca de Borgonya.

## Govern

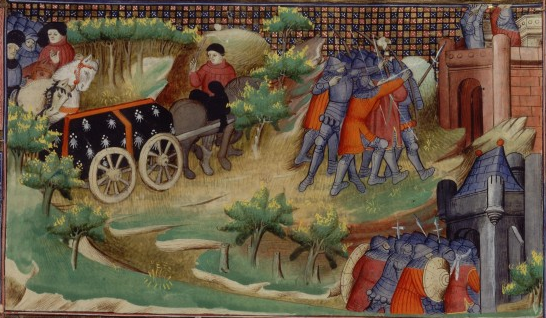
Transport de la tomba de Joan III el Bo i Guerra de successió que va seguir, Grans Cròniques de França de Jean Froissart

Des del seu adveniment, va intentar discutir la legitimitat del matrimoni entre el seu pare i Violant de Dreux (coneguda com a Iolanda de Montfort); després va començar un llarg procés contra aquesta sobre l'herència d'Artur II. El 1315, va participar en una campanya de Lluís X de França contra Flandes.
El 1316, va modificar el seu escut d'armes en benefici d'un escut d'ermini pla que és encara actualment en ús per representar a Bretanya. El 1320 va fer redactar el Coutumier de Bretagne, cos jurídic propi que regiria el país fins que fou abolit per la Convenció el 1797. Va ser l'aliat dels reis de França i va combatre en el costat de Felip VI de França a la batalla de Cassel (1328), on va ser ferit.
Sense fills, tenia un germanastre, Joan II de Montfort (fill de la seva madrastra odiada), com a hereu presumpte; va estar temptat de llegar el ducat a la seva mort al rei però els nobles s'hi van oposar, i llavors va casar a la seva neboda Joana de Penthièvre amb Carles de Blois, nebot del rei de França Felip VI de França.
El 1340, va enviar la seva flota a la batalla naval de Sluis en suport de la flota del rei de França, però aquestes van ser destruïdes pels anglesos. Mentre que marxava a unir-se a Felip VI, va morir a Caen el 1341 tornant de Flandes
El seu rebuig a organitzar la seva successió va provocar a la seva mort la Guerra de Successió Bretona.